# Asthenargus conicus
Asthenargus conicus är en spindelart som beskrevs av Andrei V. Tanasevitch 2006. Asthenargus conicus ingår i släktet Asthenargus och familjen täckvävarspindlar. Inga underarter finns listade.